# Всеобщие выборы в Малави (2014)
Всеобщие выборы в Малави прошли 20 мая 2014 года. Они включают в себя местные, парламентские и президентские выборы.

## Контекст
Индекс потребительских цен Малави увеличился на 27,7 % в 2013 году, но ВВП вырос всего на 5 %. Малави сохранила индекс государственного устройства под № 6 с 2005 года, в качестве демократии. Предыдущие президентские выборы в 2009 году, были только четвёртыми подобными выборами в истории страны после окончания периода единоличного правления Хастингса Банды в 1994 году.

### Опросы общественного мнения
Избирательная комиссия предупреждает, что социологи часто имеют сомнительные полномочия и публикуют заказные отчеты. Некоторые опросы общественного мнения были подвергнуты критике за отсутствие доверия и использование не-научных методов.
| Источник                    | Дата        | Объем выборки | Джойс Банда | Питер Мутарика | Лазарус Чаквера | Атупеле Мулузи |
| --------------------------- | ----------- | ------------- | ----------- | -------------- | --------------- | -------------- |
| «Research Tech Consultants» | Апрель 2014 | 3883          | 42 %        | 10 %           | 23 %            | 10 %           |
| «Nyasa Times Media»         | Апрель 2014 | 79 030        | 30 %        | 19 %           | 29 %            | 22 %           |
| Результаты выборов          | 20 мая 2014 | —             | -           | -              | -               | -              |

## Кандидаты
Двенадцать кандидатов были официально зарегистрированы в качестве кандидатов Избирательной комиссией Малави:
| Фото | Кандидат       | Партия | Партия                               | Кандидат на пост вице-президента |
| ---- | -------------- | ------ | ------------------------------------ | -------------------------------- |
|      | Джойс Банда    |        | Народная партия                      | Состен Гвенгве                   |
|      | Питер Мутарика |        | Демократическая прогрессивная партия | Саулос Чилима                    |
|      | Лазарь Чаквера |        | Партия Конгресса                     | Ричард Мсовойя                   |
|      | Атупеле Мулузи |        | Объединённый демократический фронт   | Годфри Чапола                    |
|      | Джеймс Ниондо  |        | Фронт национального спасения         | Этель Чанга                      |
|      | Марк Кацонга   |        | Движение прогрессивной партии        | Джейкоб Мбунге                   |
|      | Дэвис Кацонга  |        | Чипани ча Пфуко                      | Годфри Матенганья                |
|      | Джордж Ннеса   |        | Альянс Тисинте                       | Сильвестер Чабука                |
|      | Хелен Сингх    |        | Объединённая независимая партия      | Крисси Тембо                     |
|      | Камузу Чибамбо |        | Партия народной трансформации        | Уайт Скандер                     |
|      | Фриди Джумбе   |        | Лейбористская партия                 | Джозеф Кубвало                   |
|      | Джон Чиси      |        | Партия Умодзи                        | Уильям Таюб                      |

## Голосование
Избирательные участки в Малави открылись 20 мая. По всей стране было зарегистрировано 7 537 548 избирателей. Многие участки открылись со значительным опозданием, что привело к беспорядкам среди разгневанных избирателей, в результате чего были задействованы армейские подразделения и продлено голосование на соответствующих участках на один день. Затем вышла из строя компьютерная система подсчета голосов.

## Результат
После обработки 30 % бюллетеней Джойс Банда набрала 23 % голосов, Питер Мутарика — 42 %. Спустя несколько часов после объявления предварительных результатов Избирательной комиссии, Джойс Банда заявила, что выборы «не имеют юридической силы» из-за многочисленных нарушений в ходе голосования, сказав: «Я аннулирую выборы, используя свою власть и конституцию Малави». Позже, Высокий суд Малави отменил решение президента аннулировать предварительные итоги выборов и распорядился продолжить подсчет голосов. Глава избирательной комиссии Малави Максон Мбендера, подавший протест в суд, заявил, что только ЦИК может отменить результаты выборов и отложил объявление окончательных итогов голосования, объявив ручной пересчет бюллетеней в связи с «большим количеством необычных явлений». Позже, генеральный секретарь ООН Пан Ги Мун через своего представителя распространил заявление, в котором призвал стороны сохранять хладнокровие и урегулировать возникший на выборах спор в рамках закона.
30 мая Верховный суд постановил, что пересчет голосов должен быть осуществлён в течение восьми дней со дня голосования, а так как этот период уже закончился, суд постановил, что избирательная комиссия должна объявить результаты. Вследствие чего, Избирательная комиссия Малави после обработки 100 % бюллетеней назвала победителем выборов Питера Мутарику, набравшего 36,4 % голосов, в то время как у Лазаруса Чакверы — 27,8 %, а у Джойс Банды — 20,2 % голосов. Явка составила 70,8 %. Глава комиссии Максон Мбендера сказал, что «верховенство закона вынуждает нас выпустить результаты», признав, что некоторые из членов комиссии хотели их «забронировать». Банда сказала о принятии результата, продолжая описывать голосование как «мошенническое».